# 斯特恩斯 (肯塔基州)
斯特恩斯（英語：Stearns）是一個位於美國肯塔基州麥克雷里縣的城市。

## 地方資料
根據2020年美國人口普查的數據，斯特恩斯的面積為10.50平方千米，當中陸地面積為10.41平方千米，而水域面積為0.09平方千米。當地共有人口1365人，而人口密度為每平方千米130人。